# Porotrichodendron superbum
Porotrichodendron superbum là một loài Rêu trong họ Lembophyllaceae. Loài này được (Taylor) Broth. miêu tả khoa học đầu tiên năm 1916.